# سدارویل (مریلند)
سدارویل (به انگلیسی: Cedarville) شهری در ایالت مریلند کشور ایالات متحده آمریکا است که جمعیت آن در سرشماری سال ۲۰۱۰ میلادی، ۷۱۷ نفر بوده‌است.